# Vallanzengo
Vallanzengo ist eine Gemeinde mit 199 Einwohnern (Stand 31. Dezember 2023) in der italienischen Provinz Biella (BI), Region Piemont.
Die Nachbargemeinden sind Bioglio, Callabiana, Camandona, Mosso, Piatto, Quaregna, Trivero, Valle Mosso und Valle San Nicolao.

## Geographie
Das Gemeindegebiet umfasst eine Fläche von drei km².